# Zimný štadión Ondreja Nepelu
Zimný štadión Ondreja Nepelu – hala sportowo-widowiskowa w Bratysławie na Słowacji.

## Historia
Chronologia nazw
- Zimný štadión Ondreja Nepelu (1990–2004)
- ST Arena (2004–2006)
- T-Com Arena (2006–2007)
- Samsung Aréna (2007–2010)
- Orange Arena (2011)

Był przebudowywany w latach 1958, 1990–1992, od 2009 do 30 listopada 2010.

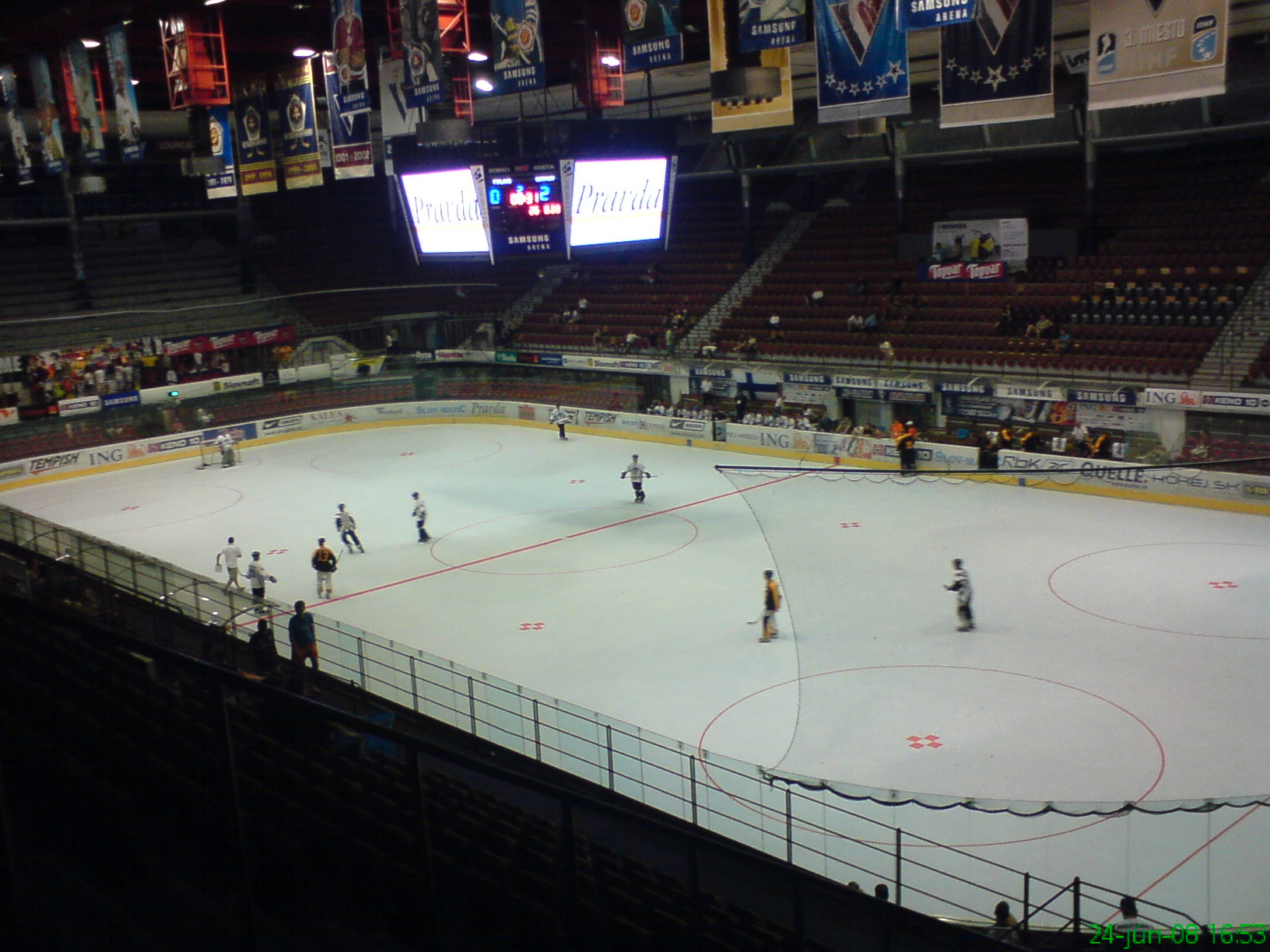
Lodowisko podczas meczu hokejowego

## Imprezy
- Memoriał Ondreja Nepeli
- Mistrzostwa Świata w Hokeju na Lodzie 2011/Elita
- 11 stycznia 2014 w hali odbył się Mecz Gwiazd KHL.